# براد تورنر (مخرج)
براد تورنر هو منتج أفلام ومنتج تلفزيوني ومصور ومخرج كندي، ولد في القرن العشرين في Bayfield, Ontario ‏ في كندا.

## وصلات خارجية
- الموقع الرسمي
- براد تورنر على موقع IMDb (الإنجليزية)
- براد تورنر على موقع ألو سيني (الفرنسية)
- براد تورنر على موقع أول موفي (الإنجليزية)
- براد تورنر على موقع قاعدة بيانات الأفلام السويدية (السويدية)
- براد تورنر على موقع قاعدة بيانات الفيلم (الإنجليزية)
- براد تورنر على موقع كينوبويسك (الروسية)